# Metall d'impremta

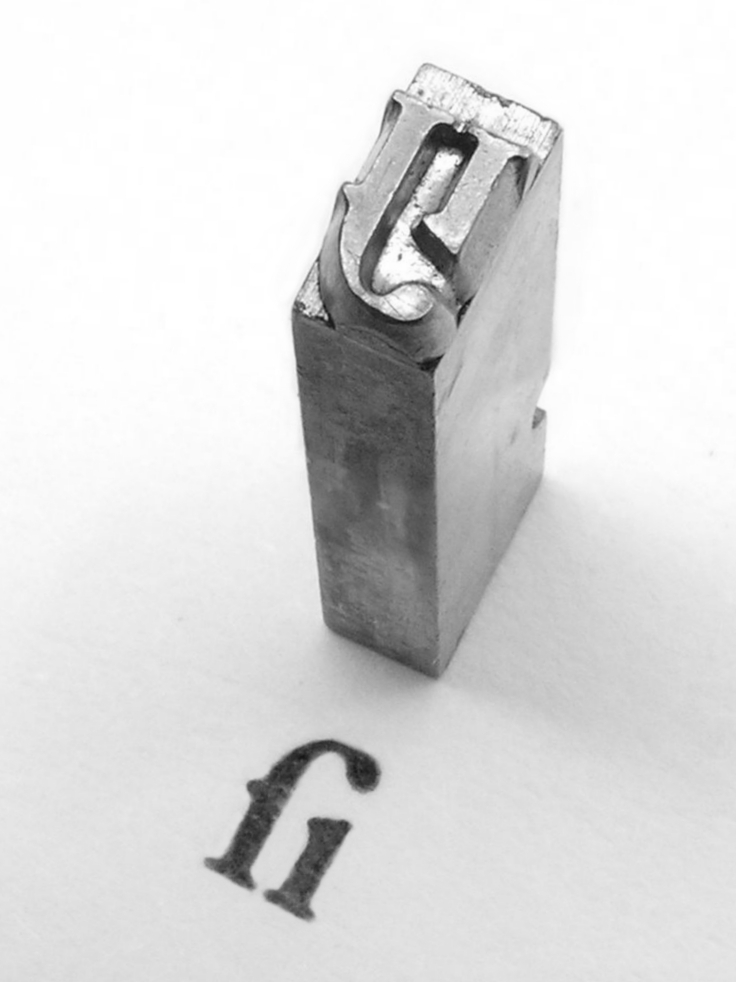
Tipus

El metall d'impremta o metall tipogràfic és un aliatge de plom, Pb, en una proporció del 82%, d'antimoni, Sb, en una del 15% i d'estany, Sn, en una del 3%. És emprat per a tipus d'impremta.